# 土生商船

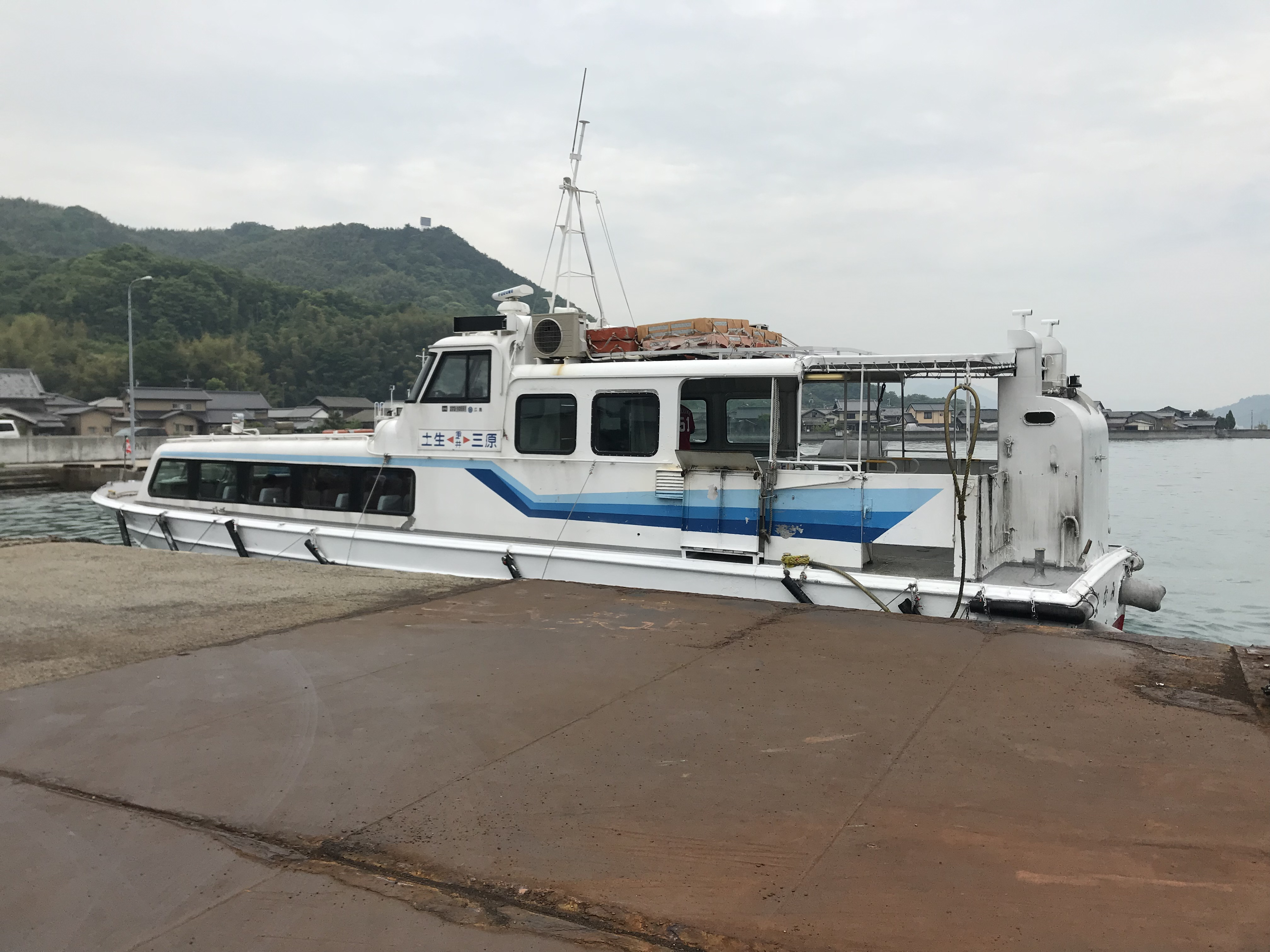
重井港に停泊の高速船「しまなみ」

土生商船株式会社（はぶしょうせん）は、広島県尾道市因島土生町に本社を置く海運会社である。
グループ会社として同県三原市に本社を置く、しまなみ海運と弓場汽船がある。しまなみ海運は土生商船と同じ場所に営業所も置いてある。

## 沿革
- 1915年（大正4年） - 「弓場汽船部」として、因島と三原間を結び、葦が生い茂っていた当時の三原内港を桟ぱん（艀）で主に三原米や木炭等の生活物資輸送を始める。
- 1920年（大正9年）5月 - 弓場汽船部（代表：弓場好之助）土生町長崎港 - 三原港間の旅客定期航路事業開始。
- 1949年（昭和24年）12月1日 - 弓場汽船部に土生（長崎） - 三原間一般旅客定期航路事業が認可される。使用船舶：第二かんおん（30t、70馬力）。
- 1952年（昭和27年）
  - 7月18日 - 広島県御調郡土生町1683番地1にて、土生商船株式会社（資本金：100万円・代表取締役：弓場好之助）を設立。
  - 10月8日 - 資本金150万円に増資。
  - 12月15日 - 弓場汽船部に田高根 - 土生間の一般旅客定期航路事業が認可される（中国第142号）。
- 1953年（昭和28年）
  - 9月30日 - 資本金200万円に増資。
  - 10月1日 - 弓場汽船部に三原 - 重井間の一般旅客定期航路事業が認可される。
- 1954年（昭和29年）
  - 9月24日 - 弓場汽船部に三原 - 岩子島間の一般旅客定期航路事業が認可される（中国306号）。
  - 12月3日 - 弓場汽船部に因島（長崎） - 宮窪間の一般旅客定期航路事業が認可される。
- 1956年（昭和31年）
  - 1月25日 - 三原 - 宮窪並びに三原 - 重井間の旅客定期航路事業を弓場汽船部より土生商船株式会社へ譲渡認可。
  - 2月25日 - 資本金350万円に増資。
- 1957年（昭和32年）
  - 1月21日 - 資本金400万円に増資。
  - 5月1日 - 弓場汽船部の田高根 - 土生航路（本第7103号）を因島生口運航協同組合（理事長：弓場好之助）へ譲渡。
  - 6月24日 - 土生商船株式会社に重井 - 瀬戸田間一般旅客定期航路事業が認可される（中国第220号）。
- 1961年（昭和36年）7月10日 - 邦人旅行旋業届出。
- 1962年（昭和37年）9月10日 - 重井 - 三原間でフェリーボート運航開始。船名：わかなみ（わかなみ代表：弓場敏男）。
- 1963年（昭和38年）9月5日 - 重井 - 瀬戸田間一般旅客定期航路事業休止（中国第220号）。
- 1964年（昭和39年）
  - 7月25日 - 愛媛汽船：土生/尾道（夜間便）と、土生商船：宮窪/長崎/三原航路の内、長崎/宮窪間を交換。
  - 8月8日 - 広島県因島市土生町1719番地の14に本社移転。
  - 11月10日 - 宮窪/長崎間一般旅客定期航路事業の廃止認可。
  - 12月28日 - 重井 - 瀬戸田間一般旅客定期航路事業の廃止認可。
- 1965年（昭和40年）8月15日 - フェリーボート（わかなみ代表：弓場敏男）合併、土生商船株式会社として、旅客船兼自動車渡船の運航開始。使用船：わかなみ
- 1971年（昭和46年）1月 - 土生商船株式会社代表取締役弓場敏男就任。
- 1975年（昭和50年）2月 - 高速船因島1号竣工。
- 1976年（昭和51年）
  - 4月14日 - 土生 - 尾道間一般旅客定期航路事業廃止（中国第307号）。
  - 4月 - 高速船因島2号竣工。
- 1977年（昭和52年）4月21日 - 資本金1,200万円に増資。
- 1979年（昭和54年）
  - 7月 - 高速船しまなみ竣工。
  - 7月24日 - 高速船因島3号竣工。
- 1980年（昭和55年）3月20日 - 広島県因島市土生町1899番地31に本社を移転。
- 1981年（昭和56年）
  - 4月 - フェリーボート第十かんおん竣工。
  - 5月 - 高速船因島5号竣工。
- 1983年（昭和58年）12月9日 - 因島大橋供用開始。
- 1984年（昭和59年）5月26日 - 本四架橋因島大橋供用開始に伴い、旅客船兼自動車渡船の重井 - 土生間並びに土生 - 三原間の普通便（かんおん）を廃止。高速船の季節運航を周年運航とする。
- 1985年（昭和60年）
  - 2月16日 - 資本金2,400万円に増資。
  - 10月6日 - 高速船が重井港（因島市重井町）へ寄港開始。
  - 12月27日 - 因島市田熊町足摺4275番地18「コーポいんのしま」の買収により不動産賃貸業へ進出。
- 1987年（昭和62年）
  - 7月 - フェリーボート第五かんおん竣工。
  - 8月31日 - 広島市西区田方1丁目「ベルメゾン田方」買収により不動産賃貸業部門の強化。
- 1988年（昭和63年）5月 - 両頭型フェリー（第一かんおん）竣工。
- 1989年（平成元年）5月 - 両頭型フェリー（第二かんおん）竣工。
- 1992年（平成4年）5月 - 双胴型高速船（因島6号）竣工。
- 1999年（平成11年）
  - 2月24日 - 土生商船株式会社代表取締役弓場丞就任。
  - 8月 - 単胴型高速船（かがやき1号）竣工。
  - 9月 - 単胴型高速船（かがやき2号）竣工。
- 2003年（平成15年）
  - 7月1日 - 広島県因島市土生町1684番地2に本社を移転。
  - 7月23日 - 高速船生名村へ航路延長。
- 2008年（平成20年）5月1日 - 資本金3,600万円に増資。
- 2015年（平成27年）12月1日 - 高速船が因島モール桟橋[2]（尾道市因島田熊町）へ寄港開始[3]。
- 2021年（令和3年）
  - 土生商船株式会社代表取締役弓場一輝就任。
  - 5月1日 - フェリー重井 - 鷺 - 三原航路廃止[4]。

## 現在の航路
片道約40分で結んでいる。2015年（平成27年）12月1日より、新たに広島県尾道市因島田熊町に位置する、因島モール桟橋へ寄港を開始した。
高速船
- 土生港（因島） - 立石港（愛媛県生名島） - 因島モール桟橋 - 重井港（因島） - 鷺港（佐木島） - 三原港（三原市）

## 過去の航路
- 三原 - 糸崎 - 岩子島[5]

航路距離7.5km
- 宮窪 - 木浦 - 岩城 - 佐島 - 弓削 - 長崎 - 宇和部 - 田熊 - 金山 - 西浦 - 重井 - 鷺 - 糸崎 - 三原[5]

航路距離43.8km
- 重井 - 瀬戸田[5]

航路距離6.5km
- 土生 - 尾道[6]

航路距離19.5km
- 重井港（因島） - 鷺港（佐木島） - 三原港（三原市）

2021年（令和3年）5月1日、フェリー航路廃止。

## 船舶

### 就航中の船舶

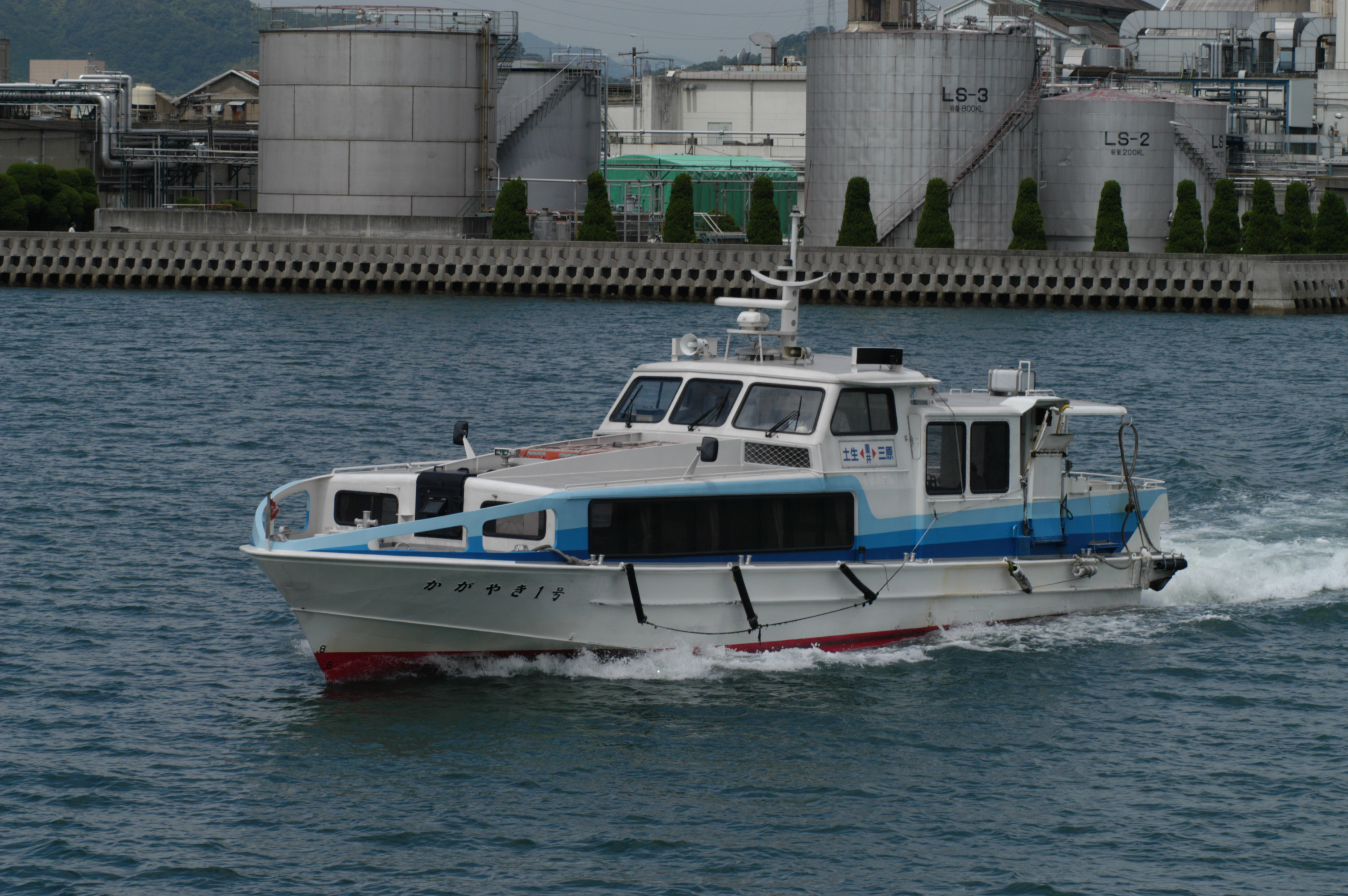
かがやき1号 (三原港)

高速船
- かがやき1号

1999年（平成11年）8月進水、木曽造船建造。
19総トン、全長17.51m、型幅4.2m、型深さ1.71m、航海速力26.9ノット、旅客定員78名。

### 過去の船舶

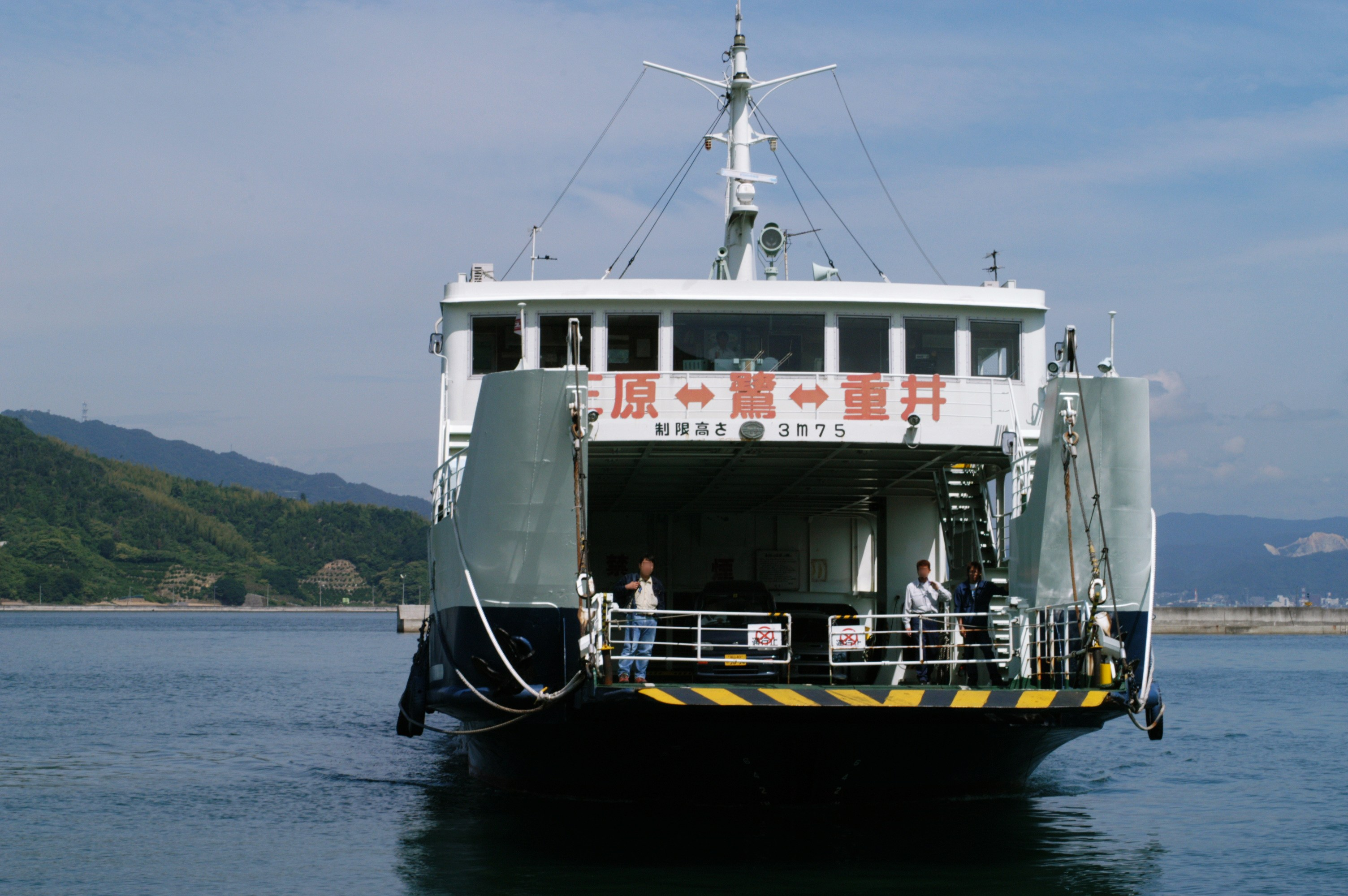
第十かんおん (重井西港)
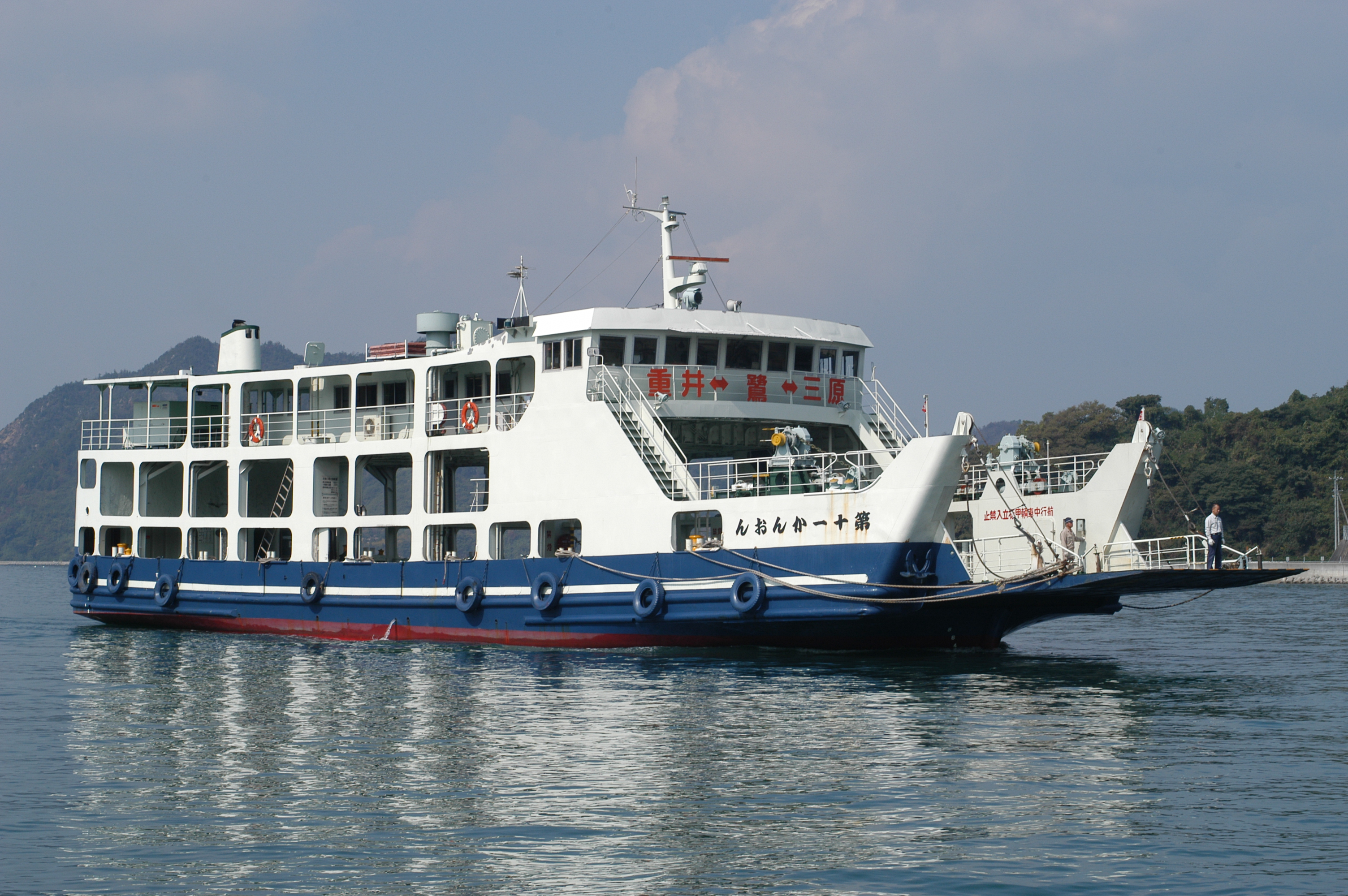
第十一かんおん (宮浦港)
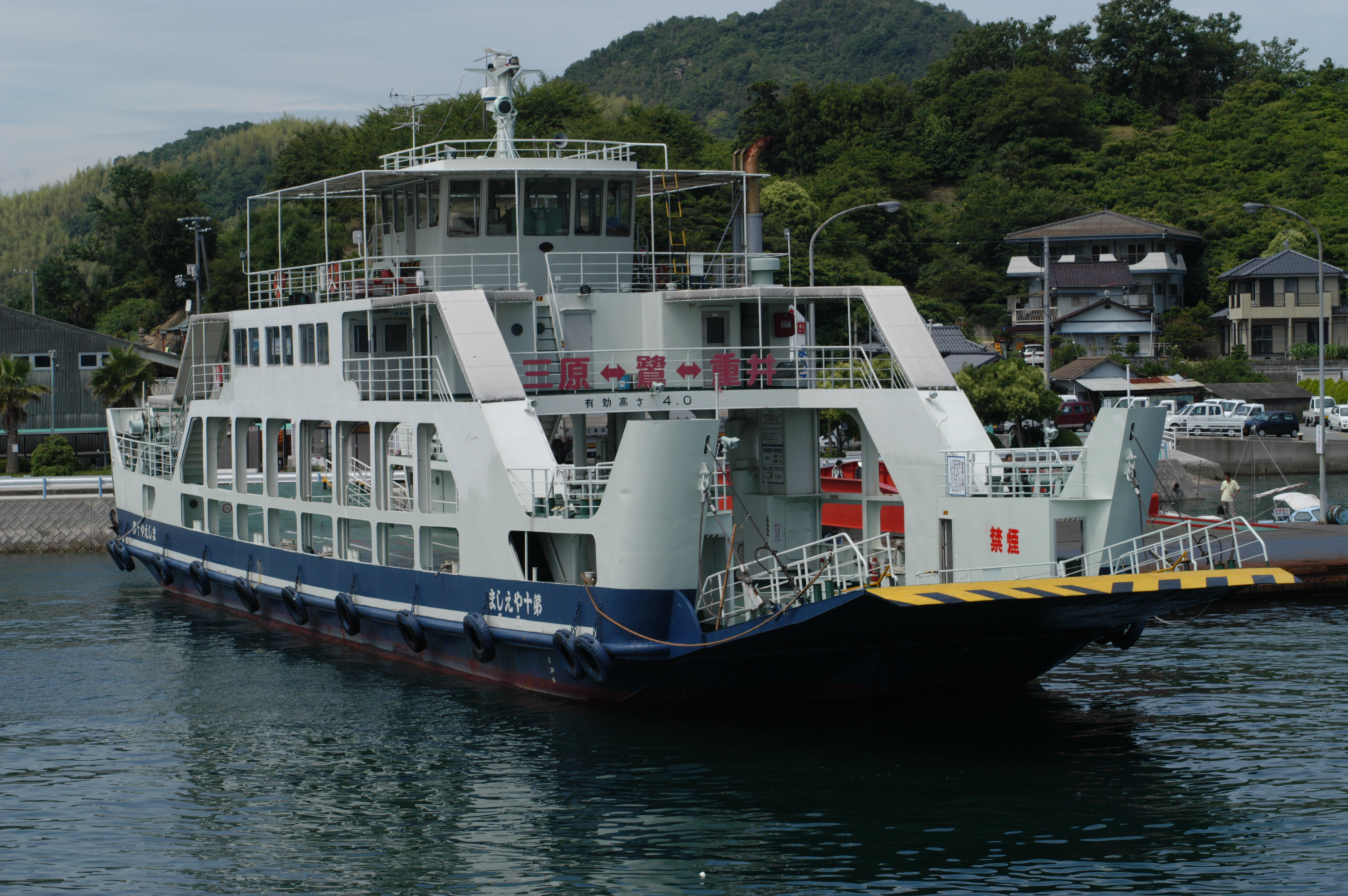
第十やえしま (鷺港)

フェリー
- 第二かんおん (初代)[7]

1965年7月進水。
117.72総トン、ディーゼル、機関出力210ps、航海速力10ノット、旅客定員260名。
- 第七かんおん (初代)[8]

1969年12月竣工、備南船舶工業建造、元防予汽船（現：防予フェリー）所有の「第三おおしま」。引退後、正栄貨物に売船、貨物フェリー「第二はちしば」に改造。
194.34総トン、全長33.90m、型幅9.00m、型深さ2.80m、ディーゼル1基、機関出力500ps、航海速力10.5ノット、旅客定員200名、トラック9台。
- 第三かんおん[10]

1971年竣工、大成造船建造。引退後、大石海運に売船、貨物フェリー「第六フェリー美咲」に改造。
127総トン、垂線間長28.0m、型幅7.0m、型深さ2.5m、ディーゼル1基、機関出力300ps、航海速力9ノット、旅客定員250名。
- 第八かんおん (初代)[8]

1971年5月竣工、備南船舶工業建造、元防予汽船所有の「第六おおしま」。
192.82総トン、全長33.09m、型幅7.80m、型深さ2.80m、ディーゼル1基、機関出力500ps、航海速力10.5ノット、旅客定員360名、トラック9台。
- 第十かんおん[8]

1981年5月竣工、川本造船所建造、2020年（令和2年）フィリピンへ売却。
207総トン、全長38.00m、型幅8.60m、型深さ2.89m、ディーゼル1基、機関出力800ps、航海速力10.3ノット、旅客定員250名、8tトラック4台、乗用車2台。
- 第十一かんおん (2代)

1984年8月竣工、1999年5月就航、内海造船因島工場建造、元芸予観光フェリー（現：芸予汽船）所有の「第七芸予」。
244総トン、全長39.78m、型幅10.00m、型深さ3.10m、航海速力12.6ノット、旅客定員250名。
- 第十やえしま

1987年8月竣工、神原造船建造、元安芸津フェリー所有。
264総トン、全長43.20m、型幅10.40m、型深さ3.20m、航海速力10.0ノット、旅客定員250名。
- 第一かんおん (2代)[12]

1988年5月竣工、川本造船所建造。
291総トン、全長42.70m、型幅9.50m、型深さ3.10m、ディーゼル、機関出力1,200ps、航海速力11.0ノット、旅客定員350名、大型貨物車4台、乗用車4台。
- 第二かんおん (2代)[12]

1989年7月竣工、川本造船所建造。引退後、竜ヶ岳観光開発へ売却、「第二しらぬひ」に改名。
282総トン、全長42.70m、型幅9.50m、型深さ3.10m、ディーゼル、機関出力1,200ps、航海速力11.0ノット、旅客定員350名、大型貨物車4台、乗用車4台。
- シャトル3号

1992年12月竣工、神原造船建造、元山陽商船所有。2010年「SUPER SHUTTLE FERRY 20」としてフィリピンへ売却。
353総トン、全長49.00m、型幅9.50m、型深さ3.60m、航海速力11.52ノット、旅客定員373名。
- 第二かんおん (3代)

1993年12月進水、内海造船因島工場建造、元山陽商船所有の「第二さんよう」。2022年現在は弓場汽船が運航。
291総トン、全長38.51m、全幅10.40m、型深さ3.60m、航海速力11ノット、旅客定員250名。
- 第八かんおん (2代)

2004年5月20日進水、本瓦造船建造、元大島汽船所有の「フェリー亀山」。
306総トン、全長49.80m、全幅10.50m、型深さ3.30m、航海速力10ノット、旅客定員250名。
- 第十かんおん (重井西港)
- 第十一かんおん (宮浦港)
- 第十やえしま (鷺港)

客船
- 第二観音丸[14]

1932年6月進水、木造。
30.57総トン、焼玉機関、機関出力70ps、航海速力7.0ノット、旅客定員71名。
- 第五観音丸[14]

1937年4月進水、木造。
13.66総トン、焼玉機関、機関出力30ps、航海速力5.0ノット、旅客定員29名。
- 第七観音丸[6]

1954年4月進水、木造。
50.40総トン、ディーゼル、機関出力75ps、航海速力10ノット、旅客定員60名。
- 第八観音丸[10][15]

1953年竣工、村上造船所建造、木造。
49.48総トン、垂線間長20.61m、型幅4.02m、型深さ1.41m、焼玉機関、機関出力115ps、最大速力11ノット、旅客定員141名。
- 第十一観音丸[5]

1951年3月進水、木造。
19.92総トン、焼玉機関、機関出力40ps、航海速力8ノット、旅客定員77名。
- 第十二観音丸[14][15]

1936年6月竣工、村上造船所建造、木造。
40.13総トン、焼玉機関→ディーゼル、機関出力20ps→75ps、航海速力9.0ノット→最大速力10.5ノット、旅客定員101→89名。
- 第十五観音丸[5][15]

1933年4月進水、川本造船所建造、木造。
49.38総トン、登録長21.71m、型幅4.15m、型深さ1.30m、焼玉機関、機関出力120ps、航海速力9ノット、旅客定員91名。
- 第十六観音丸[15]

1938年3月進水、村上造船所建造、木造。
39.71総トン、登録長20.35m、型幅3.99m、型深さ1.76m、焼玉機関、機関出力105ps、最大速力11ノット、旅客定員78名。
- 第十一かんおん (初代)[10]

1953年竣工、村上造船所建造、木造。
49総トン、垂線間長23.4m、型幅4.4m、型深さ1.6m、ディーゼル1基、機関出力200ps、航海速力10ノット、旅客定員148名。
- 第五かんおん[10][6]

1959年竣工、木造。
49.37総トン、垂線間長18.6m、型幅4.7m、型深さ1.6m、ディーゼル、機関出力90ps、航海速力10ノット、旅客定員215名。
- 第一かんおん (初代)[10][15]

1963年7月竣工、第一船舶工業建造。
60.17総トン、垂線間長20.33m、型幅4.50m、型深さ1.80m、ディーゼル1基、機関出力90→230ps、航海速力10.5ノット、旅客定員208→193名。
- 第三日立丸[16]

1932年1月進水、木造、用船。
21.51総トン、焼玉機関、機関出力25ps、航海速力7ノット、旅客定員103名。
高速船
- 因島1号[10]

1975年竣工、木曽造船建造。
28総トン、垂線間長15.7m、型幅3.8m、型深さ1.7m、ディーゼル2基、機関出力700ps、航海速力25ノット、旅客定員60名。
- 因島2号[17]

1976年4月竣工、木曽造船建造、1991年売却。
29.28総トン、登録長15.75m、型幅3.90m、型深さ1.70m、ディーゼル2基、機関出力700ps、航海速力25ノット、旅客定員68名。
- 因島3号[17]

1979年7月竣工、木曽造船建造、下記「しまなみ」に改造。
36.63総トン、登録長17.25m、型幅4.05m、型深さ1.72m、ディーゼル2基、機関出力910ps、航海速力26ノット、旅客定員70名。
- 因島5号[17]

1981年3月竣工、木曽造船建造、1999年売却。
38.92総トン、登録長17.35m、型幅4.05m、型深さ1.80m、ディーゼル2基、機関出力910ps、航海速力26.5ノット、旅客定員70名。
- 因島6号[17]

1992年5月竣工、木曽造船建造、船舶整備公団との共有船。1999年10月上関航運に売船、「いわい」に改名。
48総トン、登録長19.73m、型幅5.40m、型深さ1.90m、ディーゼル2基、機関出力1,250ps、航海速力23ノット。
- しまなみ

1979年7月進水、木曽造船建造、上記「因島3号」を減トン改造、改名。
19総トン、全長17.25m、型幅4.05m、型深さ1.72m、航海速力26ノット、旅客定員92名。

## その他の事業
海運業のほか、以下の業務を営んでいる。
- 不動産賃貸業

尾道市因島と広島市西区に所在する賃貸マンションを運営している。
- 総合旅行業

旅行代理店を運営している。